# Vladimír Meduna
Vladimír Meduna (pol. Włodzimierz Meduna; ur. 2 listopada 1888 w Mirohoszczy ((ukr.) Мирогоща), zm. 1936) – gospodarz i działacz społeczny czeskiego pochodzenia, poseł na Sejm II i III kadencji (1928–1935). 

## Życiorys
Był potomkiem czeskich osadników w guberni wołyńskiej. Odziedziczył gospodarstwo rolne w Mirohoszczy w powiecie dubieńskim. Był redaktorem naczelnym pisma mniejszości czeskiej „Budziciel”. W 1928 uzyskał mandat poselski z okręgu Krzemieniec z ramienia Bezpartyjnego Bloku Współpracy z Rządem. W 1930 ponownie wybrany (w tym samym okręgu), zasiadał w Sejmie do 1935.